# Káel Csaba
Káel Csaba (Miskolc, 1961. június 8. –) Kossuth- és Nádasdy Kálmán-díjas magyar filmrendező, érdemes művész, a Müpa vezérigazgatója, filmügyi kormánybiztos.

## Élete
1986-ban a Budapesti Műszaki Egyetem Építőmérnöki Karán szerzett diplomát szerkezet-építőmérnökként. 1989-ben a Színház- és Filmművészeti Főiskola film- és tv-rendező szakán végzett, tanárai Makk Károly, Szabó István, Gazdag Gyula, Ragályi Elemér és Illés György voltak.
1989 és 1991 között a Balázs Béla Filmstúdió vezetőségi tagja, majd 1990 és 1993 között a Novofilm Kft.-nél dolgozott. 1990-ben részt vett a londoni East-West Producers Seminar képzésén, ahol tanárai Lynda Myles és David Puttnam   voltak. 1991-ben alapítója, később kreatív igazgatója a Happy End Reklámügynökségnek. 1995 és 1998 között a Független Magyar Producerek Szövetségének tagja. 1997-ben alapítója és executive producere a Z+ Magyar Zenei Televíziónak. 2001 és 2002 között a Millenáris Teátrum és tévéstúdió művészeti tanácsadója, az intézmény alapkoncepciójának kidolgozója. 2002-től két éven át a Színház- és Filmművészeti Egyetemen DLA képzésen vett részt, 2005-től a Művészetek Palotája művészeti tanácsadójaként az operaprogramok szerkesztője. 2006 és 2007 között a Novus Művészeti Iskola osztályvezető tanára, 2008-tól tanít a Werk Akadémián. 2011. március 17-től a Müpa vezérigazgatója. 2013 és 2020 között a Budapesti Tavaszi Fesztivál és a CAFe Budapest Kortárs Művészeti Fesztivál operatív testületének elnöke volt. 2014-től az Európai Tudományos és Művészeti Akadémia tagja. 2019. szeptember 1-től a mozgóképipar fejlesztéséért felelős kormánybiztos, vezetése alatt hozták létre a Nemzeti Filmintézetet. Kormánybiztosi megbízása alatt 2022-ben a Magyarországon készített filmprodukciók regisztrált költése meghaladta a 250 milliárd forintot, ami mintegy 20%-os növekedést jelent az előző évhez képest. 2020-ban a „televíziós Oscar-díjként” is emlegetett Nemzetközi Emmy-díjról döntő Televíziós Művészetek és Tudományok Nemzetközi Akadémiája (The International Academy of Television Arts & Sciences) tagjává választották. A 2021-ben létrehozott Bartók Tavasz Nemzetközi Művészeti Hetek és a Liszt Ünnep Nemzetközi Kulturális Fesztivál alapítója. 2023-tól a Magyar Művészeti Akadémia Színházművészeti tagozatának levelező tagja.
Nős, három gyermek édesapja.

## Filmográfia
- 1986	Fradika (dokumentumfilm)
- 1987	Nem – Humdrum (kisjátékfilm)
- 1987	Hagyományainkból (táncfilm a Kodály Táncegyüttessel)
- 1988	A másik szoba – The Other Room (tévéjáték)
- 1989	Az új generáció választása – Choice of the New Generation
- 1991	What about H? (dán–magyar kisjátékfilm)
- 1991–1993	Novomoda (divatműsor-sorozat az MTV 1 televízióban)
- 1993	Elindultam szép hazámból (portréfilm Tokody Ilona operaénekesről)
- 1994	Kötéltáncos a szocializmusban (portréfilm Liska Tiborról)
- 1995	Szól a világ (táncfilm Bartók Béla Román népi táncok című darabjára)
- 2000	A Hannoveri Világkiállítás magyar pavilonjának Magyarország-filmje
- 2002	Bánk bán (játékfilm)
- 2005	Bartók 2005 (dokumentumfilm Bartók Béláról)
- 2006	Orgona Ünnep – Párizs (dokumentumfilm)
- 2006–2007	Szalon – kulturális divatsorozat a Duna Televízióban
- 2007	Mester és a tanítványok (hatrészes dokumentumfilm-sorozat Illés György operatőrről és tanítványairól)
- 2008	Mert én itt születtem (dokumentumfilm)
- 2008	Kézjegy – Dubrovay László (portréfilm)
- 2010	A Sanghaji Világkiállítás magyar pavilonjának imázsfilmje
- 2013	Munkácsy (dokumentumfilm két részben)
- 2015	Gyurika – Egy pólós vallomásai (portréfilm Kárpáti György vízilabdázóról)
- 1987–2010	Több mint 600 reklámfilm, 28 videóklip

## Fesztiválok
Alkotásai, munkái többek között a következő városokban voltak láthatók: Los Angeles, New York, Chicago, Palm Springs, Portland, Minneapolis, Cleveland, Philadelphia, Washington (USA); Palić (Szerbia); Jeruzsálem (Izrael); Szingapúr; Łódź (Lengyelország); Calcutta, Mumbai, Madras, Pune, Trivandrum (India); Isztambul (Törökország); Dhaka (Banglades); Barcelona (Spanyolország); Lima (Peru); Tokió (Japán); Sanghaj (Kína)

## Prózai és zenés színpadi munkák
- 1999	Mozart: Così fan tutte (Budavári Hilton Hotel, Dominikánus udvar)
- 2000	Haydn: L’infedeltá delusa (Aki hűtlen, pórul jár) (Magyar Állami Operaház)
- 2001	Gyöngyösi Levente: Gólyakalifa (Millenáris Teátrum)
- 2001	Pinsuti: Mattea Corvino (Millenáris Teátrum)
- 2001	Európa Operagála (Magyar Állami Operaház)
- 2002	Erkel Ferenc: Bánk Bán (Magyar Állami Operaház)
- 2002	Szilveszteri operagála José Curával (Magyar Állami Operaház)
- 2003	Mozart: Szöktetés a szerájból (Magyar Állami Operaház)
- 2005	Monteverdi: L’Orfeo (Müpa, Fesztivál Színház – nyitóelőadás)
- 2005	Charpentier: Acteon
- 2005	Purcell: Dido és Aeneas (Müpa, Fesztivál Színház)
- 2006	Mozart: Varázsfuvola (Müpa, Bartók Béla Nemzeti Hangversenyterem)
- 2006	Verdi: La Traviata (Müpa, Bartók Béla Nemzeti Hangversenyterem)
- 2007	Verdi: Il trovatore (Müpa, Bartók Béla Nemzeti Hangversenyterem)
- 2007	Rameau: Pygmalion (Miskolci Nemzetközi Operafesztivál)
- 2007	Verdi: A végzet hatalma (Müpa, Bartók Béla Nemzeti Hangversenyterem)
- 2008	Puccini: Pillangókisasszony (Müpa, Bartók Béla Nemzeti Hangversenyterem)
- 2008	Mascagni: Parasztbecsület, Leoncavallo: Bajazzók (Győri Nemzeti Színház)
- 2008	Puccini: Bohémélet (Müpa, Bartók Béla Nemzeti Hangversenyterem)
- 2008	Puccini: A nyugat lánya (Müpa, Bartók Béla Nemzeti Hangversenyterem)
- 2008	Három tenor – Operagála (Miskolci Nemzetközi Operafesztivál)
- 2009	Rost Andrea – Operagála (Müpa, Bartók Béla Nemzeti Hangversenyterem)
- 2009	Purcell: Tündérkirálynő - (Müpa, Bartók Béla Nemzeti Hangversenyterem)
- 2009	Erkel Ferenc: Hunyadi László (Győri Nemzeti Színház)
- 2010	Marlowe: Dr. Faustus (Budapesti Kamara Tivoli Színháza)
- 2010	Donizetti: Szerelmi bájital (Müpa, Bartók Béla Nemzeti Hangversenyterem)
- 2011	Mozart: Varázsfuvola (Iseumi Szabadtéri Játékok, Szombathely)
- 2012	Bizet: Carmen (Győri Nemzeti Színház)
- 2012	Händel: Hercules (Müpa, Bartók Béla Nemzeti Hangversenyterem)
- 2012	Mozart: Szöktetés a szerájból (Királyi Operaház, Muscat)
- 2012	Donizetti: Don Pasquale (Veszprém Fest)
- 2012	Mozart: Figaro házassága (Iseumi Szabadtéri Játékok, Szombathely)
- 2012	Ramón Vargas Operagála (Müpa, Bartók Béla Nemzeti Hangversenyterem)
- 2012	Csajkovszkij: Anyegin (Müpa, Bartók Béla Nemzeti Hangversenyterem)
- 2013	Ibn Battuta, az utazók hercege (Bahreini Nemzeti Színház, Manama)
- 2013	Verdi: Attila (Sanghaji Nagyszínház, Sanghaj; Müpa, Bartók Béla Nemzeti Hangversenyterem)
- 2013	Rameau: Hippolyte és Aricie (Magyar Állami Operaház)
- 2013	Donizetti: Don Pasquale (gördülő opera) (Magyar Állami Operaház)
- 2014	Verdi: Traviata (Iseumi Szabadtéri Játékok, Szombathely)
- 2014	Händel: Nagy Sándor ünnepe (Litván Nemzeti Opera és Balettszínház, Vilnius; Müpa, Bartók Béla Nemzeti Hangversenyterem)
- 2015	Offenbach: Orfeusz az alvilágban (Müpa, Bartók Béla Nemzeti Hangversenyterem)
- 2015	Goldmark Károly: Sába királynője (Margitszigeti Szabadtéri Színpad, Magyar Állami Operaház)
- 2016	Donizetti: Don Pasquale (Erkel Színház)
- 2016	Bartók: A kékszakállú herceg vára (CAFe Budapest Kortárs Művészeti Fesztivál; Sanghaji Nemzetközi Művészeti Fesztivál)
- 2016	Rossini: A sevillai borbély (Iseumi Szabadtéri Játékok, Szombathely; Zempléni Fesztivál, Tokaj; Müpa, Bartók Béla Nemzeti Hangversenyterem)
- 2018	Eötvös Péter: Senza sangue / Bartók: A kékszakállú herceg vára (Müpa, Bartók Béla Nemzeti Hangversenyterem)
- 2018	Bartók: A kékszakállú herceg vára (Litván Nemzeti Opera, Vilnius)
- 2018	Lehár Ferenc: A mosoly országa (Sanghaji Opera; Müpa, Bartók Béla Nemzeti Hangversenyterem)
- 2018	Operettgála Kálmán Imre emlékére (Bolsoj Színház, Moszkva)
- 2019	Puccini: Lidércek; Krizantémok (Müpa, Bartók Béla Nemzeti Hangversenyterem; Kodály Központ)
- 2019	Kenessey Jenő: Az arany meg az asszony; Örkény István – Tóth Péter: Tóték (Magyar Állami Operaház, Eiffel Műhelyház)
- 2019	Puccini: Lidércek (65. Puccini Fesztivál, Torre del Lago)
- 2019	Goldmark Károly: Sába királynője (Izraeli Operaház, Tel-Aviv; a Magyar Állami Operaház produkciója)
- 2022	Tiszta forrás (Bartók Tavasz Nemzetközi Művészeti Hetek; Dubaji Világkiállítás)[12]
- 2023	Szabadság, szerelem – Petőfi 200 (Müpa, Fesztivál Színház)
- 2023	Puccini: Manon Lescaut (Müpa, Bartók Béla Nemzeti Hangversenyterem)
- 2024	Tiszta Forrás (Bartók Tavasz Nemzetközi Művészeti Hetek)
- 2024	Tan Dun: Buddha Passion – magyarországi bemutató (Bartók Tavasz Nemzetközi Művészeti Hetek)

## Operarendezőként
Operarendezőként több, mint ötven előadást rendezett, amelyek során többek között olyan művészekkel dolgozott együtt, mint Plácido Domingo, Jonas Kaufmann, José Cura, Leo Nucci, Marton Éva, Ruggerio Raimondi, Renato Bruson, Miklósa Erika, Rost Andrea, Roberto Scandiuzzi, Joseph Calleja, Giuseppe Sabbatini, Komlósi Ildiko, Michaela Kaune, Elena Mosuc, Roberto Saccà, Marcello Giordani, Kurt Rydl, Ramón Vargas, Jevgenyij Nyesztyerenko, Pier Giorgio Morandi, Deborah Voigt, Christoph Eschenbach, Ferruccio Furlanetto. Több preklasszikus operát állított színre a Vashegyi György által vezetett Purcell Kórus és Orfeo Zenekar előadásában, többek között a Müpa Fesztivál Színházának nyitóelőadását, Monteverdi L’Orfeo című művét.

## Rendezvények, egyéb munkák

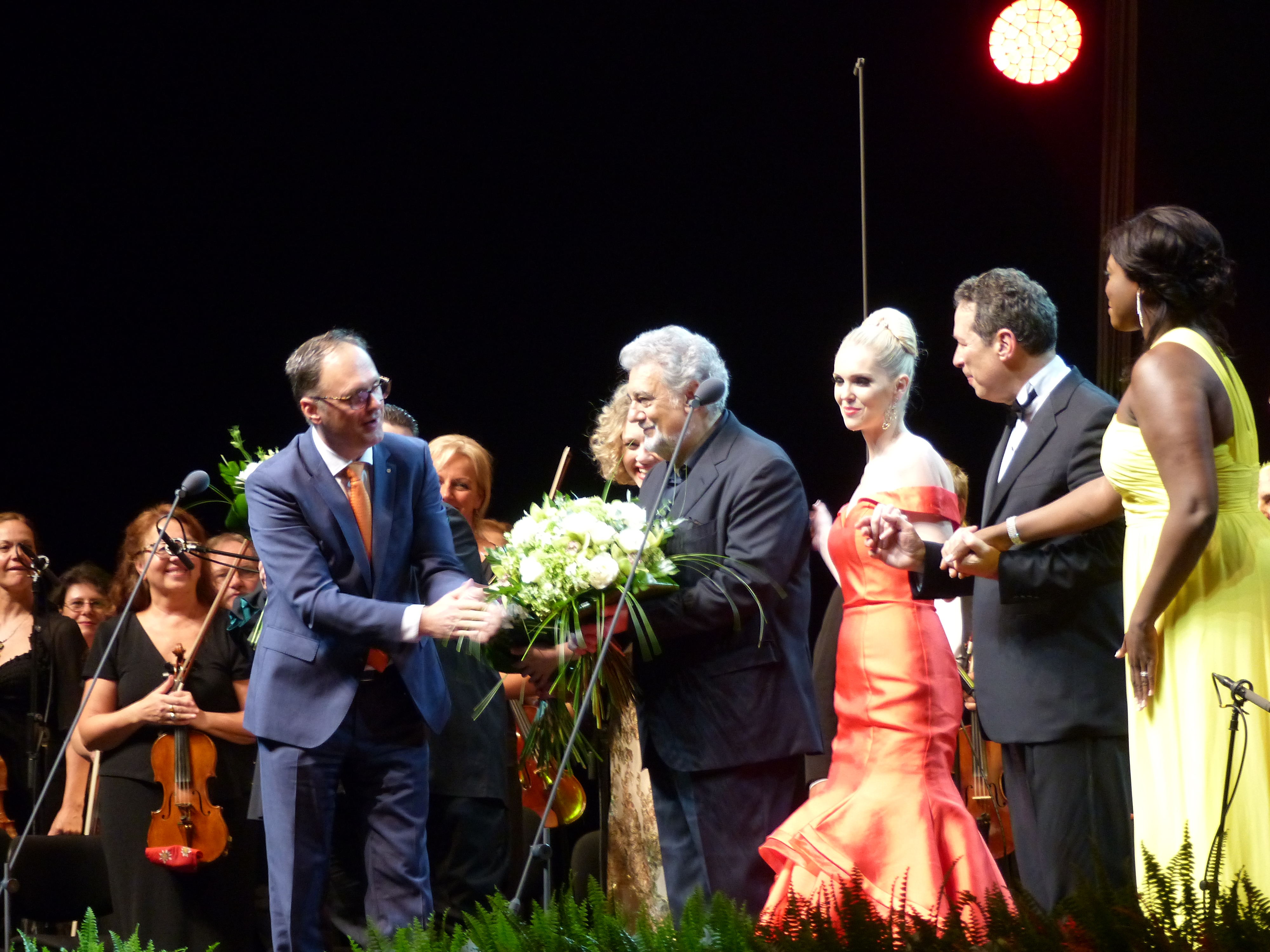
Plácido Domingo az Arénában

- 1992, 1993, 1994 Postabank teniszgála, Budapest Sportcsarnok (főrendező)
- 1999 A Szent Korona Parlamentbe helyezésének ceremóniája (főrendező)
- 1999, 2000, 2001 Az emlékezés napja, november 4., Szent István-bazilika (rendező)
- 2000 Millenniumi tűzijáték (főrendező)
- 2000 a Magyar Köztársaság elnökének beiktatási ünnepe (főrendező)
- 2000 Új Évezred köszöntőshow, Budapest (rendező)
- 2000 Magyar Millennium az Olimpián – Kulturális napok Sydneyben
- 2001 IAAF Atlétikai Ifjúsági Világbajnokság, Debrecen – nyitógála (rendező)
- 2001 Vendég: Magyarország – kulturális est, Washington, Folger Shakespeare Library
- 2005 Mozart Fashion Show, Müpa
- 2007 Sziráczky Fashion Show, Millenáris, Budapest
- 2008 BlackRock Tennis Classics, Papp László Budapest Sportaréna
- 2009–2010 Tennis Classics, Papp László Budapest Sportaréna
- 2009 A ferences rend 800. születésnapja, Müpa (rendező)
- 2009 Beethoven: 9. szimfónia, Miskolci Nemzetközi Operafesztivál
- 2010 A Notre Dame orgonistája, Müpa (rendező)
- 2010 Pécs2010 Kulturális Főváros, nyitóünnepség (rendező)
- 2016 Plácido Domingo-koncert, Papp László Budapest Sportaréna (rendező)
- 2016 Lengyel–Magyar Kulturális Évad, Varsó, Teatr Polski, megnyitó (rendező)
- 2017 2017-es vizes világbajnokság, nyitó- és záróesemény, Budapest (rendező)[13] / Bea World 2017 – Best Events Award: Live Entertainment kategória fődíja, Opening/Celebration kategória 2. helyezettje[14]
- 2021 Magyarország, Mária országa (52. Nemzetközi Eucharisztikus Kongresszus, Budapest)

## Díjai
- Az év videóklipje – Bonanza Banzai (1991)
- Bartók Béla-emlékdíj (2008)
- Magyar Művészetért díj (2011)
- Tony Curtis-díj (2011)
- Pro-Turizmo díj (2012)
- Nádasdy Kálmán-díj (2013)
- Érdemes művész (2017)
- Budapest kulturális és turisztikai nagykövete (2018)[15]
- A Magyar Érdemrend középkeresztje (2018)[16]
- A Francia Becsületrend lovagja (2018)[17]
- Kossuth-díj (2020)